# Asociación de Fútbol de Namibia
La Asociación de Fútbol de Namibia (en inglés: Namibia Football Asociation) es el órgano rector del fútbol en Namibia. Fue fundada en 1990, y está asociada a la Confederación Africana de Fútbol y a la FIFA desde 1992. 
Se encarga de la organización de MTC Namibia Premier League y la NFA-Cup, además de los partidos de la Selección de fútbol de Namibia. Hasta el momento, el principal logro futbolístico de su seleccionado nacional a nivel internacional fue el haber conquistado el subcampeonato de la Copa de la COSAFA dos veces (en 1997 y 1999, respectivamente). 
Su estadio principal es el Independence Stadium, unbicado en la capital del país, Windhoek, y con capacidad para 25.000 espectadores. Otros estadios importantes son: el Estadio Sam Nujoma (10.300 espectadores), Khomasdal Stadium (10 000), el Kuisebmond Stadium (10 000), el Otjiwarongo Municipal Stadium (5.000), el Mariental Sports Stadium (5.000) y el Omulunga Stadium (5.000 espectadores).
- Datos: Q750090